# 아르투르 드미트리예프
아르투르 발레리에비치 드미트리예프(러시아어: Артур Валерьевич Дмитриев, 1968년 1월 21일 ~ )는 러시아의 전직 피겨 스케이팅 선수로 페어 스케이팅 부문에서 활약했다. 그는 1992년 동계 올림픽에서 나탈리야 미시쿠툐노크와 함께 금메달을 획득했고, 1998년 동계 올림픽에서 옥사나 카자코바와 함께 금메달을 획득했다. 그는 또한 1994년 올림픽에서 미시쿠툐노크와 함께 은메달을 획득했다.

## 개인 생활
아르투르 발레리에비치 드미트리예프는 1968년 1월 21일에 우크라이나 빌라체르크바에서 태어났다. 그는 러시아 노릴스크에서 자랐다.

## 선수 경력
드미트리예프는 1975년에 스케이트를 배우기 시작했다. 그는 1986년에 파트너 나탈리야 미시쿠툐노크와 협력했다. 그들은 상트페테르부르크에서 타마라 모스크비나의 지도를 받았고 안무가는 모스크비나와 알렉산더 마트베예프였다. 그들은 1992년 올림픽에서 금메달을 획득했고, 1994년 올림픽에서 예카테리나 고르데예바/세르게이 그린코프에 이어 은메달을 획득했다.